# Holger Badstuber
Holger Badstuber (sinh ngày 13 tháng 3 năm 1989 ở Memmingen) là một cầu thủ bóng đá người Đức chơi ở vị trí hậu vệ.

## Sự nghiệp
Badstuber là một sản phẩm của lò đào tạo trẻ Bayern München và được thử thách qua các đội trẻ và dự bị trước khi ký hợp đồng chuyên nghiệp vào tháng 7 năm 2009, cùng với đồng đội Thomas Müller, trở thành một cầu thủ dự bị nhưng không được dùng đến ở đầu mùa giải 2008-09. Anh có trận ra mắt ở giải vô địch quốc gia ở mùa giải 2009-10, tiếp TSG 1899 Hoffenheim và kể từ đó có vị trí quan trọng trong hàng phòng thủ. Anh có bàn thắng đầu tiên trong trận gặp Borussia Mönchengladbach vào ngày 4 tháng 12 năm 2009. Anh cùng Bastian Schweinsteiger là những lựa chọn hàng đầu để thực hiện các quả phạt. Ban đầu là một trung vệ, song anh đã chuyển sang chơi ở vị trí hậu vệ trái và Philipp Lahm chơi ở vị trí hậu vệ phải, tuy nhiên ở vị trí này Badstuber tỏ ra không phù hợp lắm. Cầu thủ trẻ này đã gây ấn tượng và cùng với Lahm và Schweinsteiger là 3 cầu thủ ra sân ở tất cả các trận, họ trở thành bộ khung tuyển thủ Đức trong đội hình Bayern.

## Thi đấu quốc tế
Sau đó, anh được gọi vào đội tuyển U-21 Đức, có trận ra mắt trong trận thua 3-1 trước Thổ Nhĩ Kỳ.

## Thống kê sự nghiệp

### Câu lạc bộ
Tính đến  ngày 10 tháng 2 năm 2016
| Câu lạc bộ          | Mùa giải            | Giải đấu            | Giải đấu | Giải đấu | Cúp quốc gia | Cúp quốc gia | Châu lục | Châu lục | Khác | Khác | Tổng cộng | Tổng cộng |
| Câu lạc bộ          | Mùa giải            | Giải đấu            | Trận     | Bàn      | Trận         | Bàn          | Trận     | Bàn      | Trận | Bàn  | Trận      | Bàn       |
| ------------------- | ------------------- | ------------------- | -------- | -------- | ------------ | ------------ | -------- | -------- | ---- | ---- | --------- | --------- |
| Bayern München II   | 2007–08             | Regionalliga Süd    | 23       | 4        | —            | —            | —        | —        | —    | —    | 23        | 4         |
| Bayern München II   | 2008–09             | 3. Liga             | 32       | 3        | —            | —            | —        | —        | —    | —    | 32        | 3         |
| Bayern München II   | Tổng cộng           | Tổng cộng           | 55       | 7        | —            | —            | —        | —        | —    | —    | 55        | 7         |
| Bayern München      | 2009–10             | Bundesliga          | 33       | 1        | 4            | 0            | 12       | 0        | —    | —    | 49        | 1         |
| Bayern München      | 2010–11             | Bundesliga          | 23       | 0        | 3            | 0            | 5        | 0        | 1    | 0    | 32        | 0         |
| Bayern München      | 2011–12             | Bundesliga          | 33       | 0        | 5            | 0            | 12       | 0        | —    | —    | 50        | 0         |
| Bayern München      | 2012–13             | Bundesliga          | 12       | 0        | 1            | 0            | 4        | 0        | 1    | 0    | 18        | 0         |
| Bayern München      | 2013–14             | Bundesliga          | 0        | 0        | 0            | 0            | 0        | 0        | 0    | 0    | 0         | 0         |
| Bayern München      | 2014–15             | Bundesliga          | 10       | 0        | 2            | 0            | 4        | 1        | 0    | 0    | 16        | 1         |
| Bayern München      | 2015–16             | Bundesliga          | 7        | 0        | 1            | 0            | 1        | 0        | 0    | 0    | 9         | 0         |
| Bayern München      | Tổng cộng           | Tổng cộng           | 118      | 1        | 16           | 0            | 38       | 1        | 2    | 0    | 173       | 2         |
| Tổng cộng sự nghiệp | Tổng cộng sự nghiệp | Tổng cộng sự nghiệp | 173      | 8        | 16           | 0            | 38       | 1        | 2    | 0    | 228       | 9         |

### Bàn thắng quốc tế
| 1.                                | 7 tháng 9 năm 2010 | RheinEnergieStadion, Cologne, Đức | Azerbaijan | 5–1 | 6–1 | Vòng loại Euro 2012 |
| Tính đến ngày 27 tháng 1 năm 2011 |                    |                                   |            |     |     |                     |